# Trnovica (Dubrovačko primorje)
Trnovica je naselje u Republici Hrvatskoj, u sastavu Općine Dubrovačko primorje, Dubrovačko-neretvanska županija.

## Povijest
Selo se nalazi u najsjevernijem dijelu Stonskog primorja. U neposrednoj blizini mjesta je kula Andrijaševića. Sastoji se od četiri zgrade koje okružuju četverokutno dvorište. Nad ulazom joj je puškarnica i kanal u zidu odakle se bacalo vrelo ulje i kamenje na napadače u slučaju opsade. U Trnovici ima ostataka stećaka. Crkva posvećena sv. Nikoli je iz 17. stoljeća. Stradala je u Domovinskom ratu. Trnovica je nekad bila najsjevernije selo Dubrovačke Republike.

## Kultura
U mjestu se tradicionalno održava likovna kolonija koje je jedan od osnivača i mještanin Pero Miljković – Limunada.

## Stanovništvo
Prema popisu stanovništva iz 2011. godine, naselje je imalo 35 stanovnika te 13 obiteljskih kućanstava 2001. godine.
| broj stanovnika | 155   | 143   | 152   | 160   | 175   | 165   | 158   | 139   | 121   | 120   | 108   | 87    | 67    | 34    | 37    | 35    | 27    |
|                 | 1857. | 1869. | 1880. | 1890. | 1900. | 1910. | 1921. | 1931. | 1948. | 1953. | 1961. | 1971. | 1981. | 1991. | 2001. | 2011. | 2021. |